# Nitraria
Nitraria é um género botânico pertencente à família Nitrariaceae.